# Persoonia saccata
Persoonia saccata är en tvåhjärtbladig växtart som beskrevs av Robert Brown. Persoonia saccata ingår i släktet Persoonia och familjen Proteaceae. Inga underarter finns listade i Catalogue of Life.